# Parenhim
Parenhim (grč. παρεγχεῖν = uroniti) je osnovno trajno tkivo kod životinja i biljaka, sastavljeno većinom od živih stanica. Kod biljaka parenhim ima tanke celulozne stijenke, koje su ponekad odrvenjele.
Parenhim je funkcionalni dio organa u tijelu. U mozgu parenhim se odnosi na funkcionalno tkivo, koje se sastoji od dvije vrste moždanih stanica, neurona i gli stanica. Šteta ili trauma u mozgu parenhima često rezultira gubitkom kognitivne sposobnosti ili čak smrti.
Parenhim pluća je tvar pluća izvan cirkulacijskog sustava koji je uključen u razmjenu plina i uključuje alveole i respiratorne bronhiole. 
Parenhimske stanice biljaka čine većinu mekih dijelova biljke, uključujući i unutrašnjost lišća, cvijeća i voća (ali ne i epidermu ili žile tih struktura). 